# 페데스탈
페데스탈(Pedestal, 받침대, 어원: 프랑스어: piédestal, 이탈리아어: piedistallo) 또는 플린스(Plinth, 주추, 주춧돌)는 동상, 꽃병, 기둥 특정 제단의 바닥에 있는 지지대이다. 불교에서는 불상을 받치고 있는 대좌(臺座)를 의미하기도 한다. 특히 둥근 모양의 작은 받침대는 소클(Socle)이라고 한다. 토목공학에서는 기반(Basement)이라고도 불린다. 건축물의 경우 플린스의 최소 높이는 일반적으로 45cm로 유지된다. 상부 구조에서 하부 구조로 하중을 전달하고, 플린스 또는 융기된 바닥 내부를 채우는 보강벽 역할을 한다.
조각에서 베이스(Base, 토대), 플린스, 페데스탈은 그 미묘한 차이에 따라 다르게 정의된다. 베이스는 아래에서 조각품을 지지하는 큰 덩어리로 정의되며 플린스는 조각품을 주변 환경으로부터 분리하는 평평하고 평면적인 지지대를 말한다. 반면, 페데스탈은 조각품을 들어 올려 베이스로부터 분리하는 샤프트와 같은 형태로 정의된다.
조각상을 받치는 높은 페데스탈 또는 플린스는 조각상을 지탱하는 하부 구조(일반적으로 지붕이나 코니스)보다 높게 솟아 있기도 하는데, 이를 아크로포디엄(Acropodium)이라고 부르기도 한다. 아크로포디엄은 고대 그리스어로 '맨 위'를 의미하는 ἄκρος ákros와 '발'을 의미하는 πούς poús(어근 ποδ- pod- )에서 유래되었다.

## 건축학

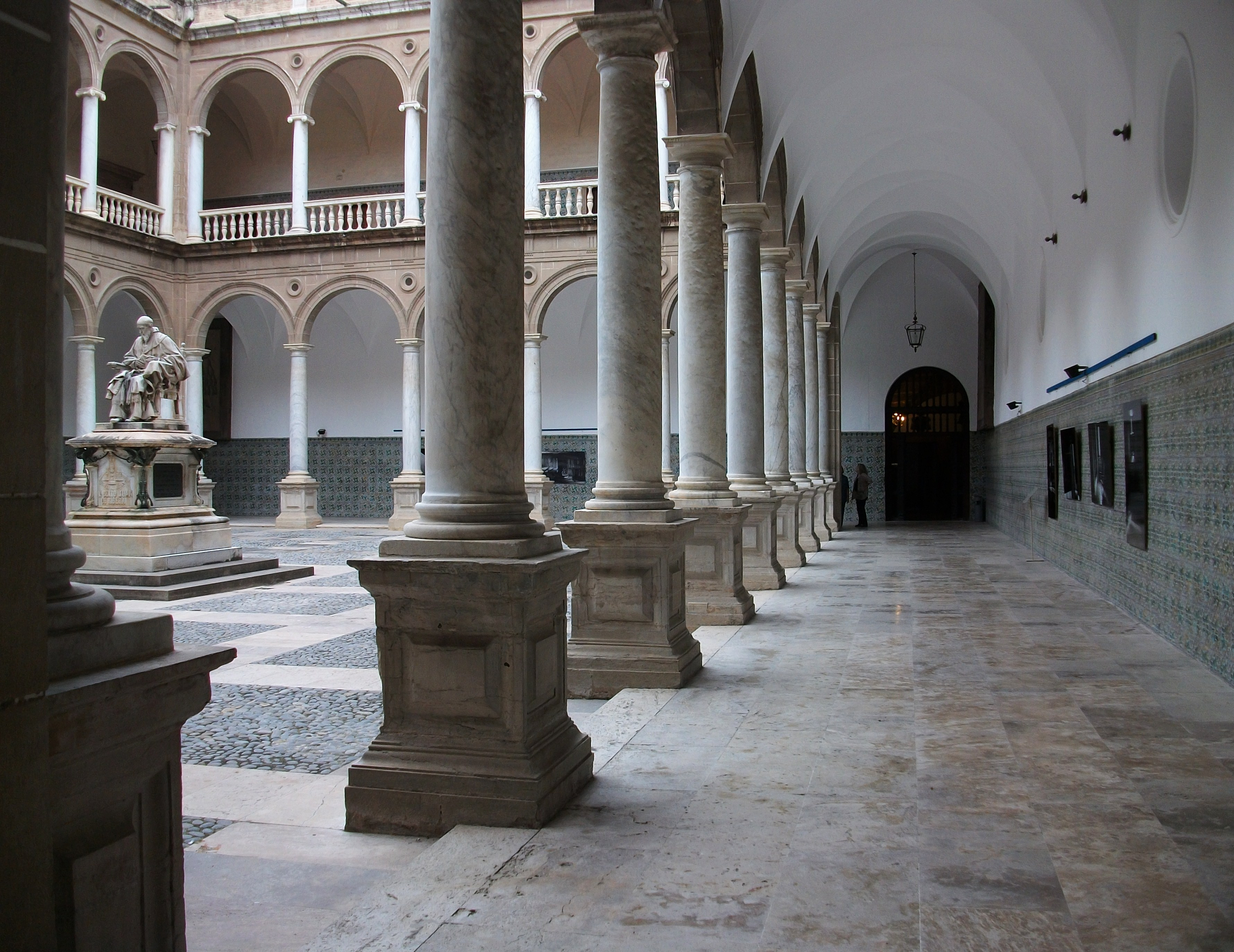
발렌시아에 위치한 레알 콜리오 세미나리오 델 코퍼스 크리스티의 회랑, 페데스탈이 있는 열주가 있다.

시리아, 소아시아, 튀니지에서 로마인들은 가끔 신전이나 프로필라이아의 기둥을 정사각형 페데스탈 위에 세웠지만, 로마에서는 페데스탈을 트라야누스 원주나 안토니누스의 기둥과 같은 고립된 기둥에 더 큰 중요성을 부여하거나 로마 개선문에 장식적으로 사용된 기둥을 위한 연단(podium)으로만 사용했다.
그러나 이탈리아 르네상스의 건축가들은 페데스탈 없이는 어떠한 신념 및 개념도 완전하지 않다는 사고를 갖고 있었고, 그들은 페데스탈을 사용하여 여러 층으로 건물을 나누고 장식했기 때문에 페데스탈의 처마 장식이 창문의 창틀을 형성하거나 개방된 아케이드에서 안뜰을 둘러싼 아케이드의 밸러스터(난간동자)를 형성했다. 그들은 또한 페데스탈의 높이가 페데스탈이 지지하는 기둥이나 벽기둥의 높이와 비례해야 한다고 생각했던 것으로 추측된다. 예를 들어, 적용된 양식이 상당한 규모였던 산조반니 인 라테라노 대성전의 페데스탈의 높이는 일반적인 높이인 1.5m(3~5ft)가 아닌 4.0m(13ft)이다.

## 아시아

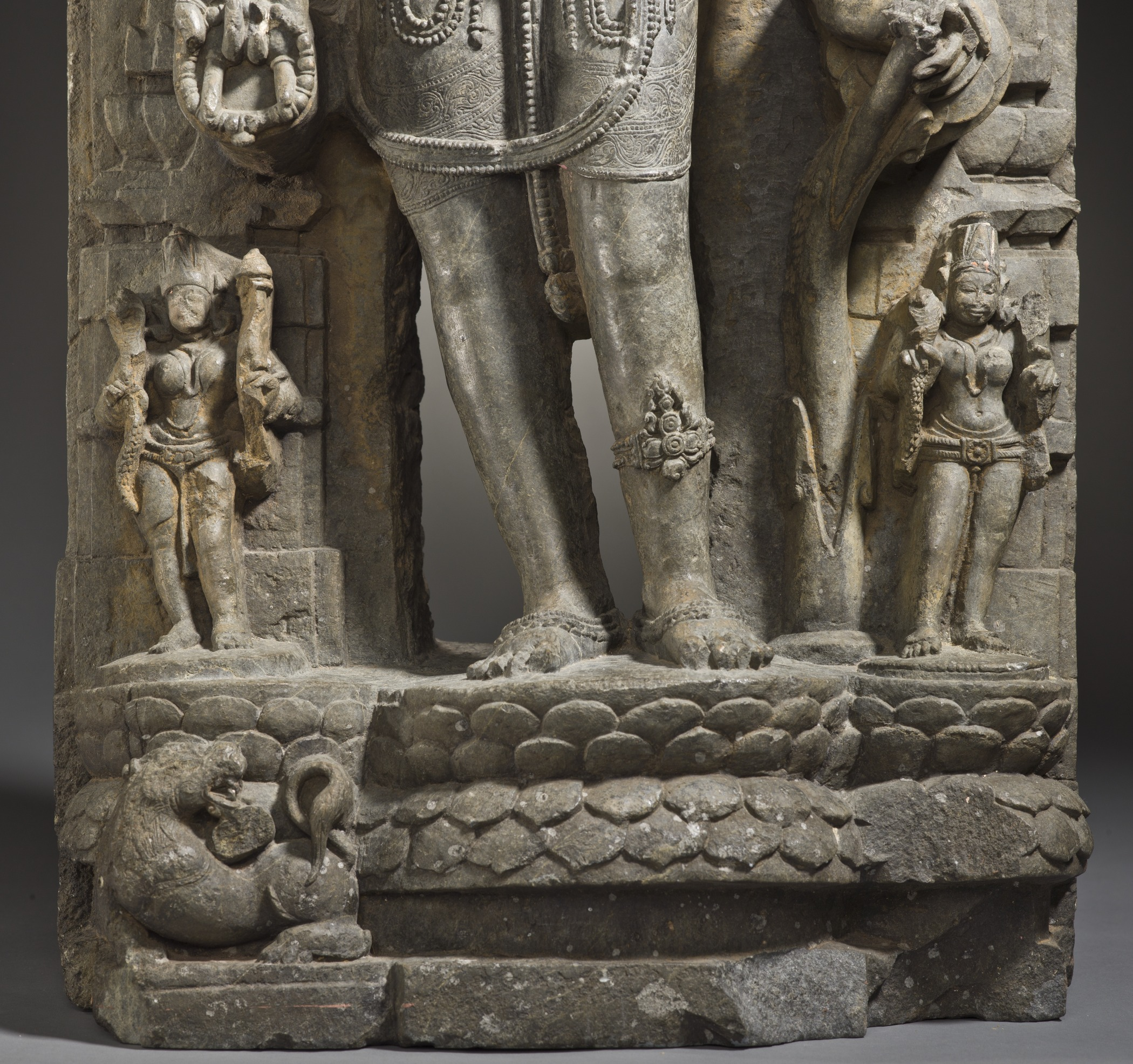
힌두교 여신 파르바티 아래의 연꽃 왕좌, 11세기, 인도

아시아 미술에서 연꽃 왕좌는 인물형의 대좌(臺座)나 기반으로 사용되는 양식화된 연꽃 조각이다. 이러한 대좌는 불교 미술과 힌두교 미술에서 신성한 인물을 위해 사용되는 일반적인 받침대이며, 자이나교 미술에서도 자주 볼 수 있다.
중국 제국에서는 귀부라고 불리는 돌 거북이가 전통적으로 중요한 비석, 특히 황제와 관련된 비석의 받침대로 사용되었다. 명나라를 건국한 홍무제가 공포한 1396년 조례에 따르면 최고 귀족(공, 후 계급)과 상위 3품의 관리들의 무덤에는 귀부를 세울 수 있었고, 하위 관리들의 비석은 단순한 직사각형 받침대에 세울 수 있었다.